# لوسي ويستون بيكيت
لوسي ويستون بيكيت (بالإنجليزية: Lucy Weston Pickett)‏ (و. 1904 – 1997 م) هي كيميائية أمريكية، ولدت في بيفرلي، كانت عضوةً في الأكاديمية الأمريكية للفنون والعلوم، توفيت في فلوريدا، عن عمر يناهز 93 عاماً.

## التعليم
تعلمت في جامعة إلينوي في إربانا-شامبين، وتحصلت منها على دكتوراة في الفلسفة (حتى 1930)، وكلية ماونت هوليوك.

## جوائز
حصلت على جوائز منها:
- ميدالية غارفان أولين [الإنجليزية]‏ (1957)[7]
- زميل الأكاديمية الأمريكية للفنون والعلوم.